# Портальная гипертензия
Порта́льная гипертензи́я — синдром повышенного давления в системе воротной вены, вызванного нарушением кровотока в портальных сосудах, печёночных венах и нижней полой вене. Портальная гипертензия сопровождается спленомегалией, варикозным расширением вен пищевода и желудка, асцитом, печёночной энцефалопатией.

## Этиология
Среди этиологических факторов портальной гипертензии могут быть:
- Гепатиты, жировой гепатоз, цирроз печени различного происхождения (алкогольный, вирусный, билиарный), составляющие около 70—80 % всех этиологических причин.
- Портальный фиброз печени (воспалительный либо посттравматический), болезнь Кароли, миелофиброз, опухолевые заболевания органов панкреатобилиарной области, паразитарные заболевания (шистосомоз, эхинококкоз, альвеококкоз).
- Аномалии сосудов печени
- Кардиальный цирроз Пика
- Врождённые и приобретённые патологии печёночных вен и нижней полой вены: болезнь Киари (облитерирующий эндофлебит печёночных вен), синдром Бадда — Киари.
- Пилефлебиты, флебосклероз, облитерация либо тромбоз воротной вены, врождённый стеноз и атрезия воротной вены и её ветвей.

## Общее
Портальная гипертензия сопровождается спленомегалией (увеличением селезёнки), варикозным расширением вен пищевода и желудка, асцитом, печёночной энцефалопатией (печёночной недостаточностью).
В норме давление в системе портальных вен составляет 5—10 мм рт. ст. Повышение давления в системе портальных вен выше 12 мм рт. ст. свидетельствует о развитии портальной гипертензии.
Варикозное расширение вен возникает при давлении в портальной системе больше 12 мм рт. ст.
В большинстве случаев портальная гипертензия является следствием цирроза печени, шистосоматоза (в эндемичных районах), структурных аномалий печёночных сосудов.
Если при портальной гипертензии давление в малой печёночной вене больше или равно 12 мм рт. ст., между портальной системой и системной венозной сетью возникает коллатеральное кровообращение. По коллатералям (анастомозам) отводится часть портального кровотока от печени, что способствует уменьшению портальной гипертензии, но никогда полностью не устраняет её. Коллатерали возникают в местах близкого расположения ветвей портальной и системной венозной сети: в слизистой оболочке пищевода, желудка, прямой кишки; на передней брюшной стенке (между пупочными и эпигастральными венами).
Диагноз портальной гипертензии устанавливается на основании данных клинической оценки, визуализирующих методов обследования и эндоскопии.
Лечение заключается в медикаментозных и эндоскопических мероприятиях, направленных на профилактику кровотечений из расширенных вен пищевода, желудка, кишечника. К хирургическим методам терапии относится портосистемное шунтирование.

## Классификация
Классификация на основе локализации портального блока
1. Надпечёночная:
- тромбоз печёночных вен (синдром Бадда — Киари, инвазия опухолью);
- обструкция нижней полой вены (мембрана в просвете нижней полой вены, инвазия опухолью);
- заболевания сердечно-сосудистой системы (констриктивный перикардит, выраженная трикуспидальная регургитация).

2. Внутрипечёночная:
2.1 Пресинусоидальная:
- болезнь Рандю — Ослера;
- врождённый фиброз печени;
- тромбоз ветвей портальной вены (тяжелый бактериальный холангит, злокачественные новообразования);
- первичный билиарный холангит, первичный склерозирующий холангит;
- гранулёматозы (шистосомоз, саркоидоз, туберкулёз);
- хронический вирусный гепатит;
- первичный билиарный цирроз;
- миелопролиферативные заболевания;
- нодулярная регенераторная гиперплазия;
- идиопатическая (нецирротическая) портальная гипертензия;
- болезнь Вильсона;
- гемохроматоз;
- поликистоз;
- амилоидоз;
- воздействие токсичных веществ (медь, мышьяк, 6-меркаптопурин);

2.2 Синусоидальная:
- все случаи цирроза печени;
- острый алкогольный гепатит;
- тяжёлый вирусный гепатит;
- острая жировая печень беременных;
- интоксикация витамином А;
- системный мастоцитоз;
- печёночная пурпура;
- цитотоксичные лекарства;

2.3 Постсинусоидальная:
- веноокклюзионная болезнь;
- алкогольный центролобулярный гиалиновый склероз;

3. Подпечёночная:
- тромбоз воротной вены;
- кавернозная трансформация воротной вены;
- тромбоз селезёночной вены;
- висцеральная артериовенозная фистула;
- идиопатическая тропическая спленомегалия.

4. Смешанная.
Классификация портальной гипертензии по уровню повышения давления в портальной системе:
- I степени — давление 250—400 мм вод. ст.;
- II степени — давление 400—600 мм вод. ст.;
- III степени — давление более 600 мм вод. ст.

По размерам варикозных узлов в пищеводе (N.Soehendra, K.Binmoeller 1997):
- диаметр менее 5 мм — малые, вытянутые, располагаются только в нижней трети пищевода;
- 5—10 мм — средние, извитые, расположены в средней трети пищевода;
- более 10 мм — большие, напряжённые, с тонкой стенкой, расположены вплотную друг к другу, на поверхности вен «красные маркеры».

Другой вариант классификации варикозных вен пищевода по их размерам:
- I степень — единичные вены, уменьшающиеся при надавливании на них эндоскопом;
- II степень — несколько столбов вен, не сливающихся по окружности пищевода, но не уменьшающихся при надавливании на них эндоскопом;
- III степень — вены сливаются по всей окружности пищевода.

Японское научное общество по изучению портальной гипертензии в 1991 году разработало правила для регистрации эндоскопических признаков варикозно расширенных вен (ВРВ) пищевода и желудка, состоящие из 6 основных позиций:
1. Определение распространённости ВРВ по пищеводу и ВРВ желудка относительно кардии.
2. Форма (внешний вид и размер).
3. Цвет как косвенный признак толщины стенок ВРВ.
4. «Красные маркеры» — телеангиэктазии, пятна «красной вишни», гематоцистные пятна.
5. Признаки кровотечения: при остром кровотечении устанавливается его интенсивность; в случае спонтанного гемостаза оценивается характер тромба.
6. Изменение слизистой оболочки пищевода.

Типы «красных маркеров»:
1. Пятна «красной вишни» — при эндоскопии выглядят как незначительно выступающие участки красного цвета, располагающиеся на вершинах варикозно расширенных вен подслизистого слоя. Они имеют диаметр до 2 мм, часто множественные. Данный признак наблюдается у 50 % больных с варикозными венами пищевода.
2. Гематоцистные пятна — расширенные интраэпителиальные венозные узлы. При эндоскопии выглядят как пузырьки красного цвета, обычно солитарные (одиночные), диаметром около 4 мм. Данный признак наблюдается у 8 % пациентов с варикозными венами пищевода. Гематоцистные пятна являются наиболее слабыми участками варикозной стенки и местом развития профузного кровотечения.
3. Телеангиэктазии — сеть мелких извитых сосудов микроциркуляторного русла, расположенных субэпителиально, преимущественно в нижней трети пищевода.